# Nathalie Blomqvist
Nathalie Blomqvist (Jakobstad, 20 aprile 2001) è una mezzofondista finlandese.

## Record nazionali
Seniores
- 3000 metri piani: 8'32"23 ( Oslo, 30 maggio 2024)
- 5000 metri piani: 14'44"72 ( Roma, 7 giugno 2024)

## Progressione

### 1500 metri piani
| Stagione | Misura     | Luogo         | Data      | Rank. Mond. |
| -------- | ---------- | ------------- | --------- | ----------- |
| 2024     | 4'04"76    | Tomblaine     | 25-5-2024 |             |
| 2023     | 4'06"93    | Budapest      | 19-8-2023 |             |
| 2022     | 4'10"25    | Manchester    | 3-6-2022  |             |
| 2021     | 4'15"75    | Nizza         | 12-6-2021 |             |
| 2020     | 4'19"77(i) | Helsinki      | 9-2-2020  |             |
| 2019     | 4'15"13    | Stoccolma     | 24-8-2019 |             |
| 2018     | 4'25"20    | Győr          | 8-7-2018  |             |
| 2017     | 4'26"98    | Győr          | 29-7-2017 |             |
| 2016     | 4'50"49    | Seinäjoki     | 20-7-2016 |             |
| 2015     | 4'56"56    | Maarianhamina | 19-9-2015 |             |

### 3000 metri piani
| Stagione | Misura      | Luogo         | Data      | Rank. Mond. |
| -------- | ----------- | ------------- | --------- | ----------- |
| 2024     | 8'32"23     | Oslo          | 30-5-2024 |             |
| 2022     | 9'14"13(i)  | Kuopio        | 20-2-2022 |             |
| 2020     | 9'27"97(i)  | Helsinki      | 22-2-2020 |             |
| 2019     | 9'19"65     | Bydgoszcz     | 9-8-2019  |             |
| 2018     | 9'36"41     | Lapinlahti    | 28-7-2018 |             |
| 2017     | 10'06"45    | Uusikaarlepyy | 24-5-2017 |             |
| 2016     | 10'30"03(i) | Mustasaari    | 20-2-2016 |             |

### 5000 metri piani
| Stagione | Misura   | Luogo     | Data     | Rank. Mond. |
| -------- | -------- | --------- | -------- | ----------- |
| 2024     | 14'44"72 | Roma      | 7-6-2024 |             |
| 2023     | 15'21"13 | Stoccolma | 3-9-2023 |             |

## Palmarès
| Anno                              | Manifestazione      | Sede          | Evento       | Risultato  | Prestazione | Note             |
| --------------------------------- | ------------------- | ------------- | ------------ | ---------- | ----------- | ---------------- |
| In rappresentanza della Finlandia |                     |               |              |            |             |                  |
| 2018                              | Europei U18         | Győr          | 1500 m piani | 7ª         | 4:25.20     |                  |
| 2018                              | Olimpiadi giovanili | Buenos Aires  | 1500 m piani | 6ª         | 14 pt.      | [ 1 ]            |
| 2019                              | Europei U20         | Borås         | 3000 m piani | 4ª         | 9'32"44     | [ 2 ]            |
| 2019                              | Europei cross       | Lisbona       | Corsa U20    | 25ª        | 15'04"      |                  |
| 2021                              | Europei cross       | Dublino       | Corsa U23    | 14ª        | 21'31"      |                  |
| 2022                              | Mondiali            | Eugene        | 1500 m piani | Batteria   | 4'11"98     |                  |
| 2022                              | Europei             | Monaco        | 1500 m piani | Semifinale | 4'14"90     |                  |
| 2022                              | Europei cross       | Venaria Reale | Corsa U23    | 8ª         | 20'53"      |                  |
| 2023                              | Europei indoor      | Istanbul      | 1500 m piani | Batteria   | 4'10"91     | [ 3 ]            |
| 2023                              | Europei U23         | Espoo         | 1500 m piani | 5ª         | 4'10"74     |                  |
| 2023                              | Mondiali            | Budapest      | 1500 m piani | Batteria   | 4'06"93     | [ 4 ]            |
| 2023                              | Europei cross       | Bruxelles     | Corsa U23    | Bronzo     | 27'06"      |                  |
| 2024                              | Europei             | Roma          | 5000 m piani | 5ª         | 14'44"72    | Record nazionale |
| 2024                              | Olimpiade           | Parigi        | 5000 m piani | 13ª        | 14'53"10    | [ 5 ]            |

## Campionati nazionali
- 2 volte campionessa nazionale finlandese indoor dei 1500 m piani (2020, 2023)
- 1 volta campionessa nazionale finlandese dei 1500 m piani (2022)
- 1 volta campionessa nazionale finlandese indoor dei 3000 m piani (2024)
- 1 volta campionessa nazionale finlandese dei 5000 m piani (2024)

2018
- Bronzo ai campionati finlandesi indoor (Helsinki), 1500 m piani - 4'29"04
- Argento ai campionati finlandesi (Jyväskylä), 1500 m piani - 4'32"78

2019
- Bronzo ai campionati finlandesi indoor (Kuopio), 1500 m piani - 4'23"50
- Bronzo ai campionati finlandesi indoor (Kuopio), 3000 m piani - 9'29"03
- Argento ai campionati finlandesi (Lappeenranta), 800 m piani - 2'07"62
- Argento ai campionati finlandesi (Lappeenranta), 1500 m piani - 4'22"87

2020
- Oro ai campionati finlandesi indoor (Tampere), 1500 m piani - 4'23"15

2021
- Argento ai campionati finlandesi indoor (Jyväskylä), 1500 m piani - 4'24"65

2022
- Argento ai campionati finlandesi indoor (Kuopio), 3000 m piani - 9'14"13
- Oro ai campionati finlandesi (Oulu), 1500 m piani - 4'13"51

2023
- Oro ai campionati finlandesi indoor (Helsinki), 1500 m piani - 4'13"45
- Argento ai campionati finlandesi (Lahti), 1500 m piani - 4'15"46

2024
- Oro ai campionati finlandesi indoor (Tampere), 3000 m piani - 8'49"25
- Argento ai campionati finlandesi (Vaasa), 1500 m piani - 4'08"01
- Oro ai campionati finlandesi (Vaasa), 5000 m piani - 15'05"86

## Altre competizioni internazionali
2017
- 4ª al Festival olimpico della gioventù europea ( Győr), 1500 m piani - 4'26"98

2019
- 7ª ai Campionati europei a squadre, ( Bydgoszcz), 3000 m piani - 9'19"65

2021
- 6ª al Nordic Cross Country Championships ( Stoccolma), Cross 9 km - 34'59"

2022
- Oro al Nordic Cross Country Championships ( Kristiansand), Cross 9 km - 36'45"

2023
- 14ª ai Campionati europei a squadre, ( Chorzów), 1500 m piani - 4'17"10

2024
- 6ª ai Bislett Games ( Oslo), 3000 m piani - 8'32"23
- 6ª all'Athletissima ( Losanna), 3000 m piani - 8'32"33